# ジミー・マクレー
ジミー・マクレー（Jimmy McRae、1943年10月28日 - ）はイギリス人のラリードライバー。スコットランドのラナーク出身。世界ラリー選手権 (WRC) ドライバーのアリスター・マクレーと1995年WRCチャンピオン、コリン・マクレーの父親である。ラリードライバーとしての仕事とは別に、故郷で配管業を営み続けている。

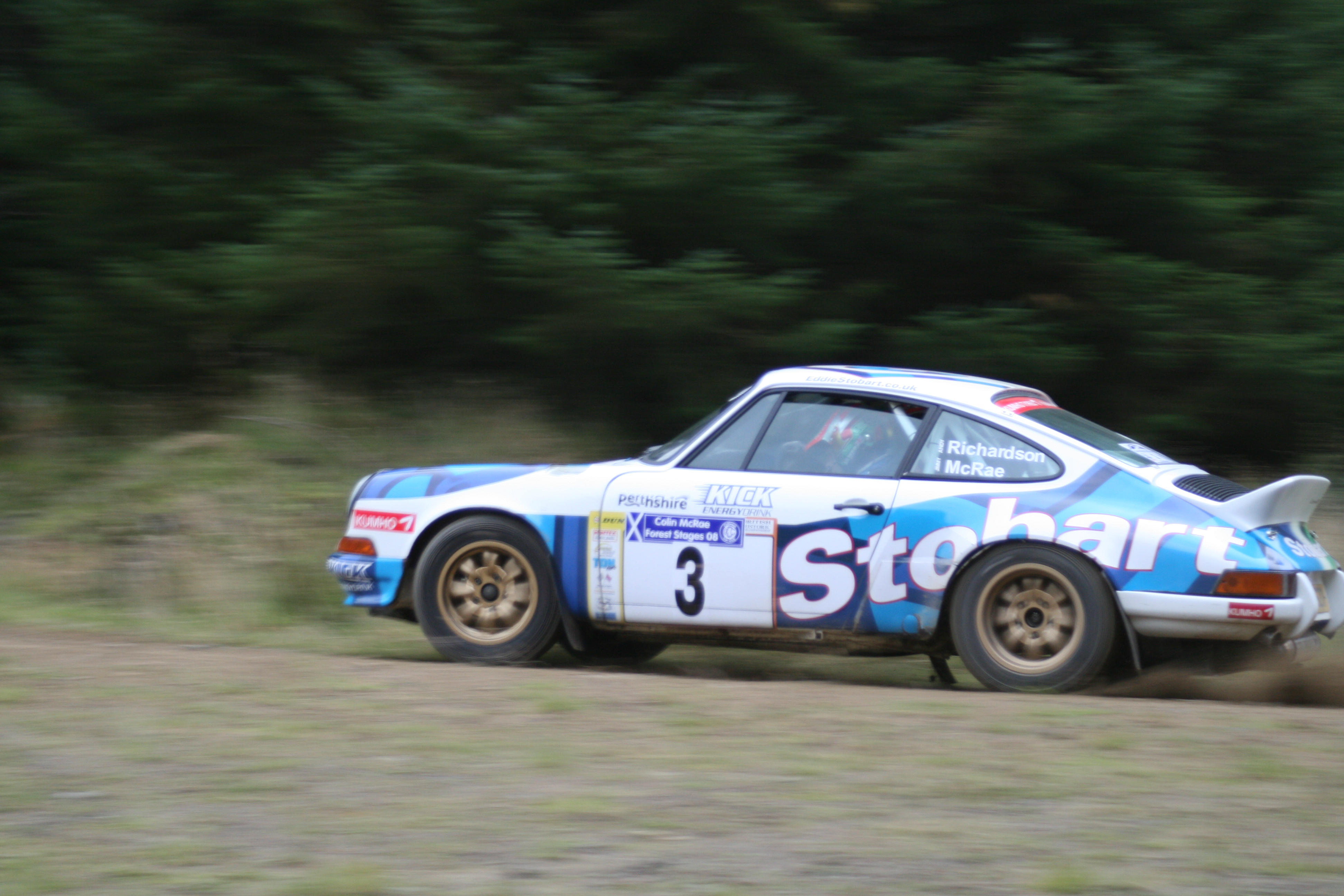
2008年コリン・マクレー・フォレスト・ステージ・ラリーにて

英国ラリー選手権では1981年、1982年、1984年、1987年、そして1988年の5度のタイトルを獲得する偉業を達成した。ヨーロッパラリー選手権では1982年に2位だったにもかかわらず、WRCでの最高位は1987年の25位であった。
キャリアを通して、マクレーは多くのチームに所属した。ロスマンズ・ラリーチームではオペル・マンタ400をドライブした。ロスマンズで彼のチームメイトだったのはアリ・バタネン、ワルター・ロール、そしてヘンリ・トイヴォネンだった。そしてMG・メトロ6R4のドライバーへと進む。1989年のアクロポリスでは三菱ワークスからギャランVR-4をドライブし総合4位入賞を果たした。
モータースポーツからほぼ引退した近年でも、ヒストリックラリーやスコットランドラリー選手権、ラリーGBに参戦している。2006年にはストバートモータースポーツのスポンサードを受け、ロジャー・アルバート・クラーク・ラリーにフォード・エスコートMk2を駆り出場、見事優勝を手にした。
2008年9月、前年にヘリコプター事故で死去した息子のコリン・マクレーを追悼する「コリン・マクレー・フォレスト・ステージ・ラリー」に参加し、ポルシェ・911をドライブした。イベントにはハンヌ・ミッコラ、アリ・バタネン、ビヨン・ワルデガルド、スティグ・ブロンクビスト、マルコム・ウィルソン、アンドリュー・コーワンらも参加した。